# Abdon Korzon

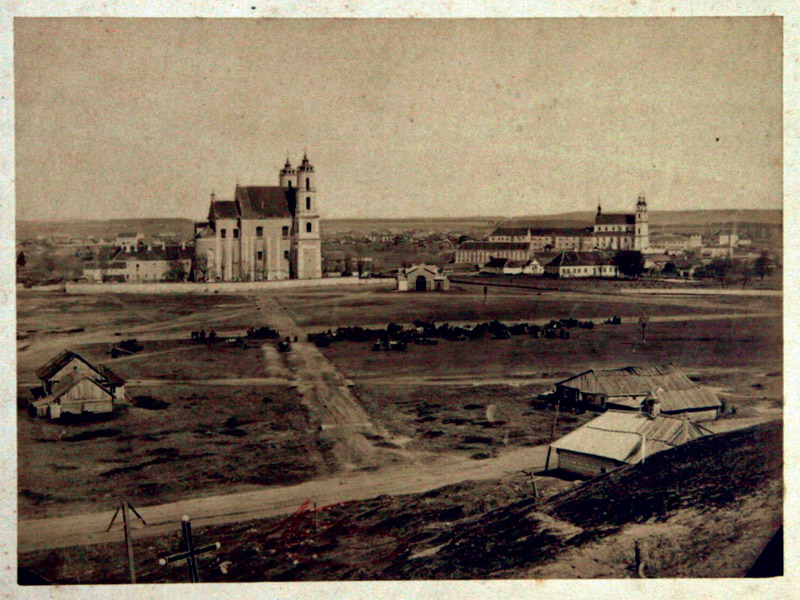
Nowy rynek – kościół św. Jerzego i św. Rafała, 1860

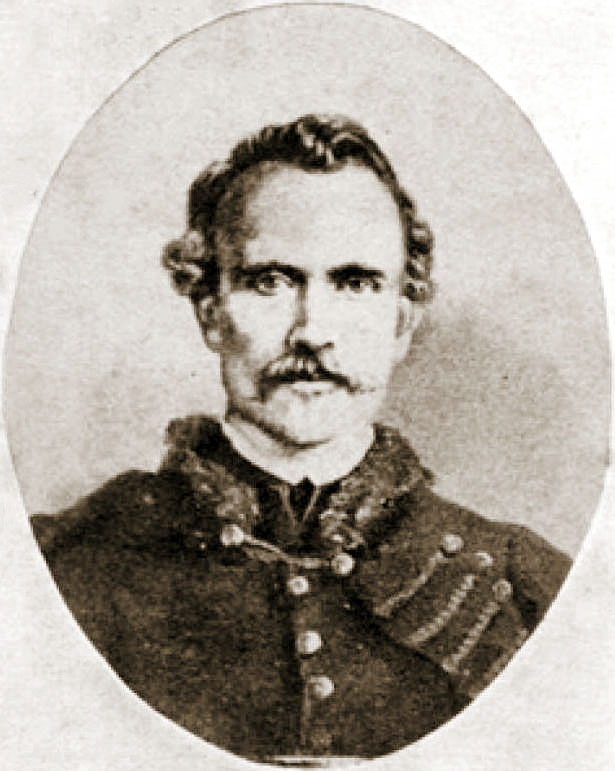
Zygmunt Sierakowski, przed 1863

Abdon Korzon (ur. 1826 w guberni kowieńskiej, zm. 1865 w guberni jenisejskiej) – jeden z pierwszych wileńskich fotografów, działający w tym mieście od końca lat 50. do początku lat 60. XIX wieku. Autor najwcześniejszych znanych fotografii Wilna.

## Życiorys
Nie wiadomo, gdzie się uczył zawodu; istnieje przypuszczenie, że w Paryżu. Jego zakład rozpoczął działalność przed 1859. Z ogłoszenia zamieszczonego w „Kurierze Wileńskim” w 1860 wiadomo, że sprowadził wówczas z Paryża siedem obiektywów (w tym do fotografii stereoskopowej), maszynę do odbijania fotografii na papierze listowym i kopertach, różne rodzaje papieru, ramki na zdjęcia i stereoskopowe widoki różnych miast.
Zajmował się wykonywanie portretów i reprodukowaniem obrazów oraz fotografii. Udzielał także lekcji fotografii. Od 1860 fotografował widoki Wilna i okolic, których część w formie drzeworytów opublikował „Tygodnik Ilustrowany”. Na swoich zdjęciach utrwalił m.in. budowę tunelu w Ponarach i drewnianego mostu na Wilejce w Rokanciszkach.
W wyniku swojego zaangażowania w powstanie styczniowe został aresztowany i skazany na zesłanie do gminy Suchobozimskaja w guberni jenisejskiej (obecnie kraj Krasnojarski), gdzie zmarł w 1865.
Jego zdjęcia zachowały się w Muzeum Narodowym w Warszawie, Bibliotece Narodowej w Warszawie, Bibliotece Polskiej w Paryżu i Bibliotece Litewskiej Akademii Nauk.